# Luis Musrri
Luis Eduardo Musrri Saravia (24 de desembre de 1969) és un exfutbolista xilè.

## Selecció de Xile
Va formar part de l'equip xilè a la Copa del Món de 1998.